# Platysenta niphosticta
Platysenta niphosticta là một loài bướm đêm trong họ Noctuidae.